# Alfa ossidazione

Steps enzimatici dell'α ossidazione

L'alfa ossidazione (α ossidazione) è una via metabolica di degradazione degli acidi grassi, alternativa alla beta ossidazione, con produzione di acetil-CoA e propionl-CoA (quest'ultimo è metabolizzato dalla cellula sotto forma di succinil-CoA, intermedio del ciclo di Krebs).
L'α ossidazione interviene quando deve essere degradato un acido grasso ramificato, come ad esempio l'acido fitanico, che deriva dall'ossidazione del fitolo, che è un prodotto di degradazione della clorofilla, da parte dei ruminanti. L'acido fitanico si ritrova poi nei prodotti caseari e la sua digestione è quindi importante per l'alimentazione dell'uomo.

## Reazioni
Prendiamo ad esempio la degradazione dell'acido fitanico sopra citato. La sua degradazione avviene all'interno dei perossisomi
Il gruppo metilico in C-3 blocca la β ossidazione ma l'acido fitanico α-idrossilasi addiziona un gruppo -OH (proveniente da una molecola d'acqua) sul carbonio α e l'acido fitanico α-ossidasi lo decarbossila producendo acido pristanico ed una molecola di anidride carbonica.
A questo punto l'estere dell'acido pristanico con il Coenzima A (un acil-CoA) può entrare normalmente nel ciclo di β ossidazione.
Il prodotto finale, dopo sei cicli di β ossidazione, è l'isobutirril-CoA che può essere convertito in succinil-CoA ed immesso nel ciclo di Krebs.

## Disturbi legati a difetti nel meccanismo di α ossidazione
Deficit enzimatici nell'α ossidazione portano alla malattia di Refsum, un disordine metabolico ereditario caratterizzato da disturbi alla visione notturna, tremori e altri disturbi neurologici.
I sintomi di questa malattia sono causati da un accumulo di acido fitanico in diversi tessuti del corpo.
Il trattamento di questa patologia richiede una dieta priva di clorofilla, il precursore dell'acido fitanico. Questo regime alimentare è difficile da realizzare perché devono essere esclusi dalla dieta tutti i vegetali di colore verde (contenenti clorofilla), ma anche carni di animali erbivori come mucche, maiali e pollame.